# Tommasa Orsini
Tommasa Orsini Angelo Comneno (in greco Θωμαΐς Κομνηνή Αγγελίνα Παλαιολογίνα?; fl. XIV secolo) fu la moglie di Simeon Uroš e despoina consorte di Epiro e Tessaglia.

## Biografia
Tommasa Orsini Angelo Comneno nacque nei primi anni 1330, figlia di Giovanni II Orsini e Anna Paleologina. Il padre morì nel 1335, forse avvelenato dalla madre, e nel 1338 la famiglia fu scacciata dall'Epiro da Andronico III, che annesse il despotato all'Impero bizantino. Approfittando dell'instabilità generata dalla guerra civile bizantina, Stefano Uroš IV Dušan conquistò l'Epiro e la Tessaglia, fondando nel 1346 l'impero serbo.
Per consolidare il suo nuovo impero, diede in sposa al fratellastro Simeon Uroš, governatore dell'Acarnania e dell'Epiro meridionale, proprio Tommasa Orsini. La coppia ebbe tre figli: Giovanni Uroš, Stefano Uroš e Maria Angelina Ducena Paleologa. Dopo la morte di Stefano IV, Simeon si autoproclamò imperatore dei serbi e continuò a regnare sull'Epiro fino al 1366 e sulla Tessaglia fino al 1370. La data di morte di Tommasa non è nota.

## Ascendenza
|                                                             |                                     |                                        | Genitori                                       |  |  | Nonni |  |  | Bisnonni                                   |  |  | Trisnonni                        |  |
|                                                             |                                     |                                        |                                                |  |  |       |  |  | 8. Riccardo II, conte di Cefalonia e Zante |  |  | 16. Matteo I, conte di Cefalonia |  |
|                                                             |                                     |                                        |                                                |  |  |       |  |  | 8. Riccardo II, conte di Cefalonia e Zante |  |  | 16. Matteo I, conte di Cefalonia |  |
|                                                             |                                     | 17. Anna Angela                        |                                                |  |  |       |  |  | 8. Riccardo II, conte di Cefalonia e Zante |  |  |                                  |  |
| 4. Giovanni I, conte di Cefalonia e Zante                   |                                     |                                        |                                                |  |  |       |  |  | 8. Riccardo II, conte di Cefalonia e Zante |  |  |                                  |  |
|                                                             |                                     | 9. Margherita d'Acaia                  | 18. Guglielmo II, principe d'Acaia             |  |  |       |  |  |                                            |  |  |                                  |  |
|                                                             |                                     | 9. Margherita d'Acaia                  | 18. Guglielmo II, principe d'Acaia             |  |  |       |  |  |                                            |  |  |                                  |  |
|                                                             |                                     | 9. Margherita d'Acaia                  | 19. Anna Comnena Doukaina                      |  |  |       |  |  |                                            |  |  |                                  |  |
| 2. Giovanni II, conte di Cefalonia e Zante, despota d'Epiro |                                     | 9. Margherita d'Acaia                  |                                                |  |  |       |  |  |                                            |  |  |                                  |  |
|                                                             |                                     | 10. Niceforo I, despota d'Epiro        | 20. Michele II, despota d'Epiro                |  |  |       |  |  |                                            |  |  |                                  |  |
|                                                             |                                     | 10. Niceforo I, despota d'Epiro        | 20. Michele II, despota d'Epiro                |  |  |       |  |  |                                            |  |  |                                  |  |
|                                                             |                                     | 10. Niceforo I, despota d'Epiro        | 21. Teodora di Arta                            |  |  |       |  |  |                                            |  |  |                                  |  |
| 5. Maria d'Epiro                                            |                                     | 10. Niceforo I, despota d'Epiro        |                                                |  |  |       |  |  |                                            |  |  |                                  |  |
|                                                             |                                     | 11. Maria Lascaris                     | 22. Teodoro II Lascaris, basileus dei Romei    |  |  |       |  |  |                                            |  |  |                                  |  |
|                                                             |                                     | 11. Maria Lascaris                     | 22. Teodoro II Lascaris, basileus dei Romei    |  |  |       |  |  |                                            |  |  |                                  |  |
|                                                             |                                     | 11. Maria Lascaris                     | 23. Elena Asen di Bulgaria                     |  |  |       |  |  |                                            |  |  |                                  |  |
| 1. Tommasa d'Epiro                                          |                                     | 11. Maria Lascaris                     |                                                |  |  |       |  |  |                                            |  |  |                                  |  |
|                                                             | 12. Demetrio Ducas Comneno Cutroule | 24. Michele II, despota d'Epiro (= 20) |                                                |  |  |       |  |  |                                            |  |  |                                  |  |
|                                                             | 12. Demetrio Ducas Comneno Cutroule | 24. Michele II, despota d'Epiro (= 20) |                                                |  |  |       |  |  |                                            |  |  |                                  |  |
|                                                             | 12. Demetrio Ducas Comneno Cutroule | 25. Teodora di Arta (= 21)             |                                                |  |  |       |  |  |                                            |  |  |                                  |  |
| 6. Andronico Angelo Paleologo                               | 12. Demetrio Ducas Comneno Cutroule |                                        |                                                |  |  |       |  |  |                                            |  |  |                                  |  |
|                                                             |                                     | 13. Anna Comnena Paleologa             | 26. Michele VIII Paleologo, basileus dei Romei |  |  |       |  |  |                                            |  |  |                                  |  |
|                                                             |                                     | 13. Anna Comnena Paleologa             | 26. Michele VIII Paleologo, basileus dei Romei |  |  |       |  |  |                                            |  |  |                                  |  |
|                                                             |                                     | 13. Anna Comnena Paleologa             | 27. Teodora Ducas Vatatzina                    |  |  |       |  |  |                                            |  |  |                                  |  |
| 3. Anna Paleologina                                         |                                     | 13. Anna Comnena Paleologa             |                                                |  |  |       |  |  |                                            |  |  |                                  |  |
|                                                             |                                     | 14. Kokalas                            | …                                              |  |  |       |  |  |                                            |  |  |                                  |  |
|                                                             |                                     | 14. Kokalas                            | …                                              |  |  |       |  |  |                                            |  |  |                                  |  |
|                                                             |                                     | 14. Kokalas                            | …                                              |  |  |       |  |  |                                            |  |  |                                  |  |
| 7. N. Kokalas                                               |                                     | 14. Kokalas                            |                                                |  |  |       |  |  |                                            |  |  |                                  |  |
|                                                             |                                     | …                                      | …                                              |  |  |       |  |  |                                            |  |  |                                  |  |
|                                                             |                                     | …                                      | …                                              |  |  |       |  |  |                                            |  |  |                                  |  |
|                                                             |                                     | …                                      | …                                              |  |  |       |  |  |                                            |  |  |                                  |  |
|                                                             |                                     | …                                      |                                                |  |  |       |  |  |                                            |  |  |                                  |  |